# 村上和巳
村上 和巳（むらかみ かずみ、1969年 - ）は、日本のフリージャーナリスト。宮城県亘理郡亘理町出身。宮城県仙台第一高等学校、中央大学理工学部卒業。1994年にじほう（旧・薬業時報社）入社、2001年に退社後フリージャーナリストとして活動。

## 主な著書
- 戦友が死体となる瞬間 戦場ジャーナリストが見た紛争地（黒井文太郎、加藤健二郎、2001年、アリアドネ企画）
- 世界の主力戦闘車 戦車・装甲車・自走砲（ターナー・ジェイソン、翻訳、2003年、アリアドネ企画）
- マンガ北朝鮮（イラスト:岡田正尚、2007年、英和出版社）
- マンガ北朝鮮 2（イラスト:岡田正尚、2008年、英和出版社）
- 化学兵器の全貌 再燃する大量破壊兵器の脅威（2004年、アリアドネ企画）
- 自衛隊の最終兵器 徒手格闘術&銃剣格闘術（若松和樹、2007年、アリアドネ企画）
- 生物兵器テロ（黒井文太郎、2002年、宝島社）